# NGC 4617
NGC 4617 is een spiraalvormig sterrenstelsel in het sterrenbeeld Jachthonden. Het hemelobject werd op 9 februari 1788 ontdekt door de Duits-Britse astronoom William Herschel.

## Synoniemen
- UGC 7847
- MCG 9-21-28
- ZWG 270.13
- KARA 545
- PGC 42530